# Libecina
Libecina är en ort i Tjeckien.   Den ligger i regionen Pardubice, i den centrala delen av landet, 120 km öster om huvudstaden Prag. Libecina ligger 462 meter över havet och antalet invånare är 165.
Terrängen runt Libecina är huvudsakligen platt, men åt nordväst är den kuperad. Libecina ligger uppe på en höjd. Runt Libecina är det ganska glesbefolkat, med 38 invånare per kvadratkilometer. Närmaste större samhälle är Vysoké Mýto, 8,4 km norr om Libecina. Trakten runt Libecina består till största delen av jordbruksmark.